# Jonathan Santana
Jonathan Santana Ghere (Buenos Aires, 19 oktober 1981) is een in Argentinië geboren Paraguayaans betaald voetballer die doorgaans op het middenveld speelt. Hij verruilde Club Nacional in juli 2018 voor Sportivo Luqueño. Santana was van 2007 tot en met 2016 international in het Paraguayaans voetbalelftal, waarvoor hij 35 interlands speelde en één keer scoorde.

## Clubstatistieken
| Seizoen   | Club                     | Competitie              | Wedstrijden | Doelpunten |
| --------- | ------------------------ | ----------------------- | ----------- | ---------- |
| 1998–'00  | Atlético San Telmo       | Primera B Metropolitana | 35          | 3          |
| 2000–'01  | Almagro                  | Primera División        | 13          | 0          |
| 2001–'05  | San Lorenzo              | Primera División        | 62          | 4          |
| 2002      | → Atlético Nueva Chicago | Primera División        | 33          | 3          |
| 2005–'06  | River Plate              | Primera División        | 24          | 4          |
| 2006–'10  | VfL Wolfsburg            | Bundesliga              | 41          | 1          |
| 2009      | → San Lorenzo            | Primera División        | 10          | 2          |
| 2010–'12  | Kayserispor              | Süper Lig               | 35          | 4          |
| 2012      | Libertad                 | Liga Paraguaya          | 15          | 2          |
| 2012–2013 | CA Independiente         | Primera División        | 15          | 1          |
| 2013–2014 | Belgrano                 | Primera División        | 2           | 0          |
| 2014–2016 | Cerro Porteño            | Liga Paraguaya          | 53          | 2          |
| 2016–2017 | Sarmiento                | Primera División        | 9           | 1          |
| 2017–2018 | Club Nacional            | Liga Paraguaya          | 40          | 1          |
| 2018–     | Sportivo Luqueño         | Liga Paraguaya          | 12          | 0          |

## Interlandcarrière
Santana liet zich in 2007 naturaliseren tot Paraguayaan. Dit kon hij doen omdat zijn moeder daar geboren werd. Datzelfde jaar debuteerde in voor het nationale team van Paraguay. Bondscoach Gerardo Martino nam hem ook op in de selectie voor het WK 2010. Daarop kwam Santana in de 60e minuut van de eerste groepswedstrijd tegen Italië (1-1) voor het eerst in actie, als invaller voor Aureliano Torres. Daarna kwam hij drie partijen niet van de bank, waarop hij de kwartfinale tegen Spanje (0-1 verlies) van begin tot eind speelde.